# 桃園市立青溪國民中學
桃園市立青溪國民中學（英文全稱：Chin Hsi Junior High School），簡稱青溪國中、青中，位於台灣桃園市桃園區，於1968年成立。

## 校園歷史

### 演變與發展
- 1968年：成立桃園縣立青溪國民中學。
- 1973年：成立附設補習學校。
- 2003年：學區內成立大有國中，班級數開始減班。
- 2012年：奉准增設體育班。
- 2014年：12月25日，因應桃園縣升格改制為直轄市，更名為桃園市立青溪國民中學。
- 2018年：奉准增設數理資優班。

### 歷任校長
| 任期 | 姓名       | 任職日期  | 離職日期  | 備註                                                       |
| ---- | ---------- | --------- | --------- | ---------------------------------------------------------- |
| 1    | 鄭禮需先生 | 1968年8月 | 1982年7月 | 原台灣省立桃園高級農工職業學校教務主任升任，屆齡退休。     |
| 2    | 黃廷訓先生 | 1982年8月 | 1995年7月 | 原桃園縣立八德國民中學校長轉任，屆齡退休。                 |
| 3    | 吳榮樹先生 | 1995年8月 | 2003年7月 | 原桃園縣立壽山國民中學校長轉任，屆齡退休。                 |
| 4    | 王輝榮先生 | 2003年8月 | 2007年7月 | 原桃園縣立光明國民中學校長轉任，調任桃園縣立大成國民中學。 |
| 5    | 曾玉麟先生 | 2007年8月 | 2011年7月 | 原桃園縣立壽山國民中學校長轉任，任滿退休。                 |
| 6    | 張秋銘先生 | 2011年8月 | 2018年7月 | 原桃園縣立慈文國民中學校長轉任，調任桃園市立福豐國民中學。 |
| 7    | 沈亞丘女士 | 2018年8月 | 2024年7月 | 原桃園市立南崁國民中學校長轉任，任內退休。                 |
| 8    | 廖家春先生 | 2024年8月 | 現任      | 原桃園市立建國國民中學校長轉任。                           |

## 學區
- 桃園區：三民里、民生里、成功里、東山里、東門里、朝陽里（第1-12鄰）、萬壽里、中和里（第5、7、9、11－14鄰）、青溪里（第1－17、23－33鄰）、武陵里（第1、2、4【民族路橋以東】、5－12鄰）、建國里（第1、2、4、8、12、16－22、24－26鄰）[1]。
- 龜山區：中興里（第1－26、32鄰）【為青溪、龜山、幸福國中共同學區】、陸光里【為青溪、龜山、幸福國中共同學區】、山德里（第9、12、32鄰）【為青溪、幸福國中共同學區】。

## 校園建築
- 青溪樓
- 書香樓
- 明德樓
- 活動中心
- 科學樓
- 劍道館

## 學校週邊
- 東門國小
- 青溪國小
- 桃園高中
- 北科附工
- 桃園市立體育館
- 桃園國民運動中心
- 虎頭山環保公園
- 桃園市議會

## 新聞事件
- 2003年3月28日，因二十餘年來不當體罰事件頻傳，校內教師及學生家長向人本教育基金會連署要求撤換學務主任張瑩仁，其第三任校長吳榮樹將張瑩仁於同年5月轉任輔導主任，學務主任由教務主任劉增峰代理。直至第四任校長王輝榮上任後，將張瑩仁轉任附設補習學校主任，學務主任由蔡鄭傳老師接任[2][3]

## 知名校友
- 黃嘉千：知名歌手、演員。
- 蘇家明：前任桃園市議會議員。
- 范綱祥：前任桃園市議會議員。
- 陳雅倫：現任桃園市議會議員。
- 周芷萱：前台大研究生協會會長、前自由台灣黨不分區立委參選人。
- 嚴榮宗：身障「鎖匠畫家」
- 余勝芳：達摩禪畫畫家
- 胡佳琳：Rakuten Girls樂天女孩一員

## 外部連結
- 桃園市立青溪國民中學 （页面存档备份，存于）